# Iunie 2004
Acest articol este generat integral pe baza informațiilor din articolul 2004 și este actualizat periodic de un robot.
 Editările făcute în articol vor fi șterse la următoarea actualizare! Dacă doriți să faceți modificări, editați articolul-sursă.

ianuarie -
februarie -
martie -
aprilie -
mai -
iunie -
iulie -
august -
septembrie -
octombrie -
noiembrie -
decembrie
Iunie 2004 a fost a șasea lună a anului și a început într-o zi de marți.

## Evenimente

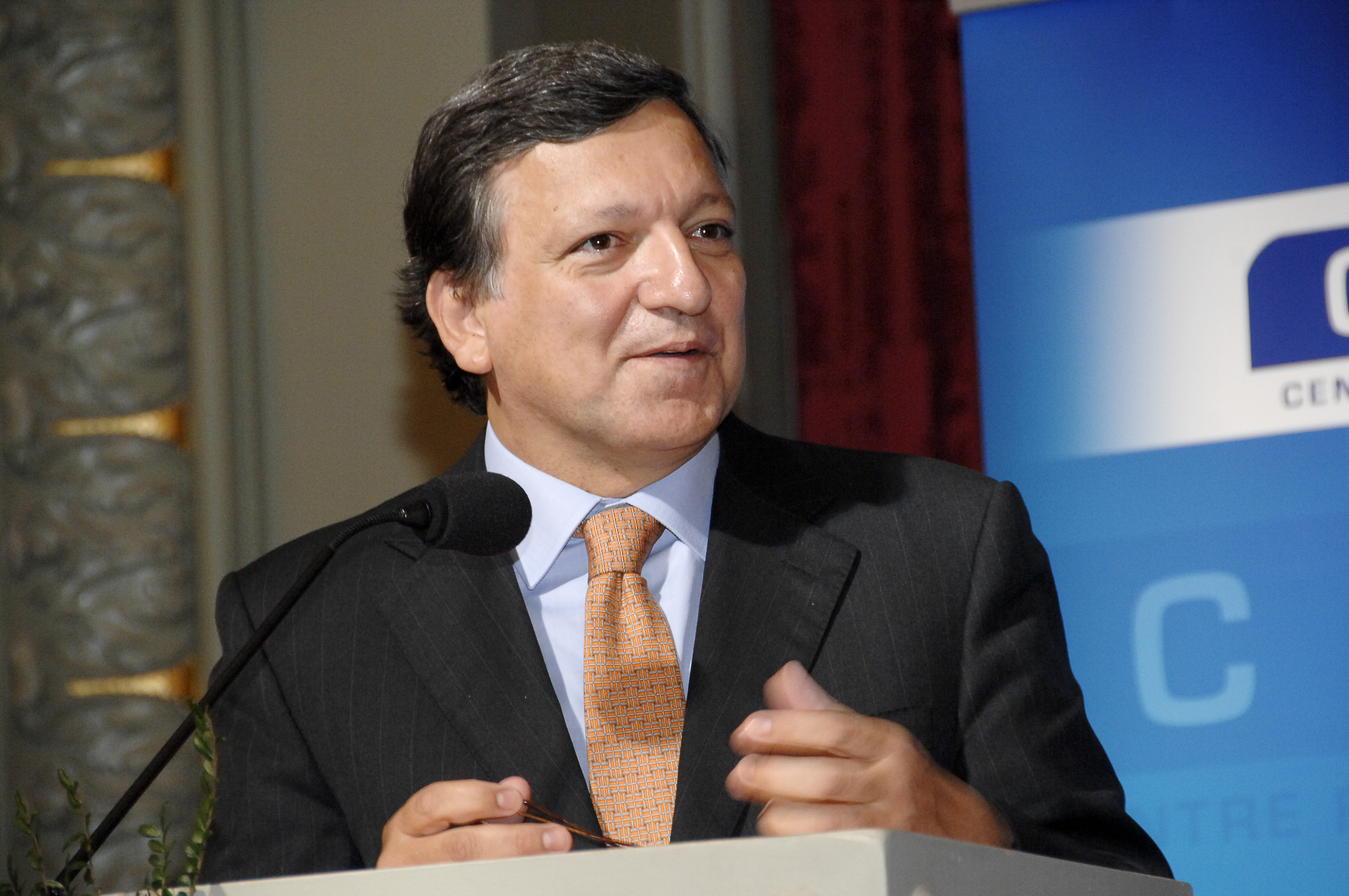
30 iunie: Premierul portughez José Manuel Barroso este numit președinte al Comisiei Europene.

- 4 iunie: A fost inaugurat "Water Park" cel mai mare parc acvatic din România (lângă Aeroportul Otopeni).
- 6 iunie: Primul tur al alegerilor locale din România. Prezență la vot a fost de 54,23%. La București, Traian Băsescu, care a candidat din partea Alianței DA câștigă Primăria Generală a Capitalei din primul tur cu 54,94% învingându-l pe contracandidatul PSD Mircea Geoană care a obținut 29,74%.[1]
- 7 iunie: Printr-un decret emis de președintele Franței, Jacques Chirac, actorului român Ion Lucian i-a fost decernat titlul de Ofițer al Ordinului Național al Legiunii de Onoare, ca o recunoaștere a meritelor excepționale în domeniul teatrului.
- 8 iunie: Pentru prima dată după 1882, s-a produs un fenomen astronomic deosebit: planeta Venus a trecut prin fața Soarelui, între orele 05.20 și 11.24 GMT, fenomen observat de peste trei sferturi din populația Terrei.
- 9 iunie: Comisarul european pentru extindere Gunter Verheugen declară că Bulgaria a închis 29 dintre cele 31 de capitole de negociere în vederea integrării în UE iar România doar 24 de capitole, menționând că deocamdată este prevazut ca România și Bulgaria să adere în același timp la UE, la 1 ianuarie 2007.[2]
- 11 iunie: Au loc funeraliile lui Ronald Reagan la Washington National Cathedral.
- 12 iunie: Guvernul Năstase promite dublarea salariilor minime pe economie până în anul 2008, de la 66-68 euro, cât este în prezent, la 118 euro.[3]
- 14 iunie: În vederea turului doi al alegerilor locale, se încheie noi protocoale de colaborare: PSD cu PRM și Alianța D.A. cu PUR.[4]
- 15 iunie: În București se lansează oficial Sistemul Național de Apeluri de Urgență 112. Serviciul de Telecomunicații Speciale precizează că până la sfârșitul anului, sistemul va funcționa în întreaga țară. Sistemul 112 va costa 40 milioane de euro.[5]
- 15 iunie: Ivan Gašparovič a fost învestit oficial în funcția de președinte al Republicii Slovacia.
- 16 iunie: Premierul Adrian Năstase (PSD) inaugurează lucrările la Autostrada Transilvania.
- 16 iunie: O echipă de cercetători de la Universitatea Innsbruck (Austria) a publicat în revista de știință Nature un articol în care anunța realizarea primei „teleportări”; experimentul nu presupunea deplasarea dintr-un spațiu în altul, ci transferarea proprietăților fizice ale unui foton unui alt foton, instantaneu, fără a exista nici o cale de comunicare între cele două particule de lumină.
- 20 iunie: Al doilea tur al alegerilor locale din România. La București, Alianța DA câștigă patru sectoare (1, 3, 4 și 6). La Cluj-Napoca, Emil Boc obține 56,25% câștigând în fața lui Ioan Rus care obține 43,74%. Gheorghe Funar, primar al Clujului timp de 12 ani, nu a intrat în turul doi.
- 23 iunie: Gloria Macapagal Arroyo, a fost proclamată oficial, de Congresul filipinez, învingătoare în alegerile prezidențiale din 10 mai 2004.
- 25 iunie: Trupa O-Zone a ajuns numarul unu în Eurochart Singles Sales cu piesa Dragostea din tei.
- 28 iunie: Conform Grupul de Lucru pentru Standarde Internaționale de Raportare Financiara la nivel mondial, începând cu 1 iulie România scapă de statutul de economie hiperinflaționistă.[6]
- 30 iunie: Premierul portughez José Manuel Barroso este numit președinte al Comisiei Europene.

## Decese
- 1 iunie: Stelian Baboi, 65 ani, pedagog român (n. 1938)
- 1 iunie: George Muntean, 71 ani, lingvist român (n. 1932)
- 1 iunie: Mihail Părăluță, 76 ani, economist, publicist, om de știință, manager, universitar și deputat român (n. 1927)
- 2 iunie: Nicolai Ghiaurov (Nikolai Gjaurov), 74 ani, solist bulgar de operă (n. 1929)
- 3 iunie: Chiril Draganiuc, 72 ani, medic din R. Moldova (n. 1931)
- 3 iunie: Frances Shand Kydd (n. Frances Ruth Roche), 68 ani, soția lui John Spencer, al VIII-lea Conte Spencer și mama prințesei Diana, Prințesă de Wales (n. 1936)
- 4 iunie: Nino Manfredi (n. Saturnino Manfredi), 83 ani, actor italian de film (n. 1921)
- 5 iunie: Ronald Wilson Reagan, 93 ani, al 40-lea președinte al SUA (1981-1989), (n. 1911)
- 7 iunie: Quorthon (n. Thomas Börje Forsberg), 38 ani, muzician suedez (Bathory), (n. 1966)
- 10 iunie: Ray Charles Robinson, 73 ani, muzician american (n. 1930)
- 16 iunie: Paul Neagu, 66 ani, pictor român (n. 1938)
- 17 iunie: Todor Dinov, 84 ani, regizor bulgar (n. 1919)
- 17 iunie: Jacek Kuroń, 70 ani,  politician polonez (n. 1934)
- 19 iunie: Óscar Bento Ribas, 94 ani, scriitor angolez (n. 1909)
- 26 iunie: Naomi Shemer, 73 ani, poetă și compozitoare israeliană (n. 1930)
- 27 iunie: Boris Holban (n. Baruch Bruhman), 96 ani, comunist român de etnie evreiască (n. 1908)